# Pluto Dingo
Pluto Dingo était une émission jeunesse diffusée sur TF1 du 21 décembre 1996 au 1er janvier 1999.

## Le concept
Deux familles (père, mère et deux enfants) s'affrontent pour tenter de gagner un séjour à Disneyland Paris ; le but du jeu est de marquer un maximum de points.

## Séquences
Objets trouvés : Les enfants devaient retrouver les objets correspondant aux personnages de dessins animés de Walt Disney.
Une autre épreuve consistait à lancer des balles sur une cible, afin de trouver le nom de dessins animés ou d'émissions de télévision.